# Quédate conmigo (álbum)
Quédate conmigo es el nombre del vigésimotercer álbum de estudio del cantautor español José Luis Perales, siendo el director de producción Manny Benito. Fue publicado el 30 de junio de 1998 por la discográfica Sony Music bajo el sello Columbia Records.
De este álbum se desprenden los sencillos:
- La reina del cafetal (1998)
- Quédate conmigo (1998)

## Listado de canciones
| N.º   | Título                 | Duración |  |
| 1.    | «La reina del cafetal» | 3:39     |  |
| 2.    | «Quédate conmigo»      | 3:31     |  |
| 3.    | «Carlo Carusso»        | 3:55     |  |
| 4.    | «El regreso»           | 3:15     |  |
| 5.    | «Mi amigo Luis»        | 4:00     |  |
| 6.    | «Entre tú y yo»        | 4:36     |  |
| 7.    | «Una raza especial»    | 3:43     |  |
| 8.    | «Qué habrá sido de él» | 3:54     |  |
| 9.    | «Mis tópicos»          | 3:34     |  |
| 10.   | «Tú, el más olvidado»  | 3:52     |  |
| 11.   | «Corazón Caribe»       | 3:58     |  |
| 12.   | «Acosado»              | 5:03     |  |
| 47:00 |                        |          |  |

## Créditos y personal

### Músicos
Canciones 1, 2, 5, 7, 9 y 11:
- Arreglosy programación: Juan R. Márquez
- Fliscorno y flautas: Tony Concepción
- Trombones: Dana Teboe
- Guitarras y bajos: Juan R. Márquez
- Percusión: Nelson (Flax) Padrón
- Cuerdas: Miami Symphonic Strings
- Concertino: Alfredo Oliva
- Coros: Corinne Oviedo, Mirtha Hinz, Laura Pifferrer

Canciones 3, 4, 6, 8, 10 y 12:
- Arreglos y dirección: Bebu Silvetti
- Piano y sintetizadores: Bebu Silvetti
- Guitarras y mandolina: Manny López
- Bajo: Jorge Casas
- Batería: Orlando Hernández
- Percusión: Rafael Solano
- Concertino: Ezra Kliger

### Personal de grabación y posproducción
- Todas las canciones compuestas por José Luis Perales
- Editorial: Ediciones TOM MUSIC S.L.
- Compañía discográfica: Sony Music International (bajo el sello Columbia Records), A&R Development,  Nueva York, Estados Unidos
- Director de producción: Manny Benito
- Voz de José Luis Perales grabada en Eurosonic (Madrid) por Juan Vinader (Asistente David Núñez)
- Puesta de voz: Manny Benito
- Copia maestra: Mike Fuller
- Estudio de realización de la copia maestra: Fullersound; Miami, Estados Unidos
- Fotografías: Alejandro Cabrera
- Diseño gráfico: Mario Houben
- Estudio fotográfico: Interphoto Productions; Miami, Estados Unidos

Canciones 1, 2, 5, 7, 9 y 11
- Estudio de grabación de bases: Heatwave Studios; Miami, Estados Unidos
- Ingeniero de sonido para la grabación de bases: Frank Miret
- Grabación de cuerdas: Criteria Studios; Miami, Estados Unidos
- Ingeniero de sonido para la grabación de cuerdas: Joel Numa
- Asistentes de grabación de bases: Luly Deya y Christine Tramantano

Canciones 3, 4, 6, 8, 10 y 12
- Estudio de grabación:
  -  Estados Unidos
    - Miami: Afterhours
    - Hollywood: Capitol Recording Studios
- Ingenieros de grabación: Joel Numa y Alfredo Matheus

### Créditos y personal
- «DISCOGRAFÍA - QUÉDATE CONMIGO». joseluisperales.net. 2012. Archivado desde el original el 26 de abril de 2012. Consultado el 15 de enero de 2013.

- Datos: Q6095549